# Julius Wobay
Julius Gibrilla Wobay (ur. 19 maja 1984 w Bo) – sierraleoński piłkarz grający na pozycji pomocnika. W reprezentacji Sierra Leone zadebiutował w 2001 roku. Do 2018 w niej 29 meczów i strzelił 2 gole.